# Carlos Campos
Carlos Héctor Campos Silva, noto semplicemente come Carlos Campos (Santiago del Cile, 14 febbraio 1937 – Ovalle, 11 novembre 2020), è stato un calciatore cileno, di ruolo attaccante.

## Carriera
Soprannominato "el Tanque", fu capocannoniere del campionato cileno nel 1961, nel 1962  nel 1966. Le 199 reti distribuite in 290 partite ufficiali ne fanno il miglior marcatore nella storia dell'Universidad de Chile.

## Palmarès

### Club

#### Competizioni nazionali
- Campionato cileno: 6

Univ. de Chile: 1959, 1962, 1964, 1965, 1967, 1969